# 1273

## Události
- 17. červenec – doloženo obléhání uherské Bratislavy Přemyslem Otakarem II.
- 29. září – volba Rudolfa Habsburského římským králem
- 24. říjen – korunovace Rudolfa Habsburského římským králem v Cáchách
- První písemná zmínka o obci Jindřichovice v okrese Sokolov a obci Nebušice.
- První písemná zmínka o obci Merklín v okrese Karlovy Vary.
- První písemná zmínka o obci Horní Police v okrese Česká Lípa.
- První písemná zmínka o městě Holýšov v okrese Domažlice

## Narození
- 14. ledna – Jana I. Navarrská, královna navarrská († 2. dubna 1305)
- 24. listopadu – Alfons Anglický, hrabě z Chesteru a anglický následník trůnu († srpen 1284)
- ? – Markéta z Anjou, hraběnka z Anjou a Maine, první manželka Karla z Valois († 31. prosince 1299)
- ? – Jolanda Aragonská, vévodkyně z Kalábrie († srpen 1302)
- ? – Marie z Lusignanu, královna aragonská, sicilská, valencijská, sardinská a korsická († duben 1319)
- ? – Heřman III. Braniborský, markrabě braniborský a hrabě z Coburgu († 1. února 1308)

## Úmrtí
- 22. ledna – Muhammad I. ibn Nasr, granadský sultán (* mezi 1191 a 1194)
- 25. ledna – Odo ze Châteauroux, francouzský kardinál a teolog (* 1190)
- 25. března – Tomáš Bérard, velmistr Templářů (* ?)
- srpen – Oldřich z Drnholce, hejtman Korutan, Kraňska, vindické marky a Friaulska a zeť Přemysla Otakara II. (* ?)
- 9. října – Alžběta Bavorská, římskoněmecká královna, královna sicilská a jeruzalémská jako manželka Konráda IV. Štaufského (* asi 1227)
- říjen – Balduin II. Konstantinopolský, markrabě z Namuru a poslední křižácký latinský císař v Konstantinopoli (* 1217)
- 23. listopadu – Markéta z Baru, lucemburská hraběnka a namurská markraběnka (* 1220)
- 17. prosince – Džaláleddín Balchí Rúmí, perský básník, právník, teolog a učitel súfismu (* 30. září 1207)

## Hlava státu
- České království – Přemysl Otakar II.
- Svatá říše římská – Rudolf I. Habsburský – Alfons X. Kastilský
- Papež – Řehoř X. (1271–1276)
- Anglické království – Eduard I.
- Francouzské království – Filip III.
- Polské knížectví – Boleslav V. Stydlivý
- Uherské království – Ladislav IV. Kumán
- Byzantská říše – Michael VIII. Palaiologos